# Marchélepot-Misery
Marchélepot-Misery is een fusiegemeente (commune nouvelle) in het Franse departement Somme in de regio Hauts-de-France. De gemeente maakt deel uit van het arrondissement Péronne. Marchélepot-Misery is op 1 januari 2019 ontstaan door de fusie van de gemeenten Marchélepot en Misery. 